# Vroegmiddeleeuwse nederzetting te Gentbrugge

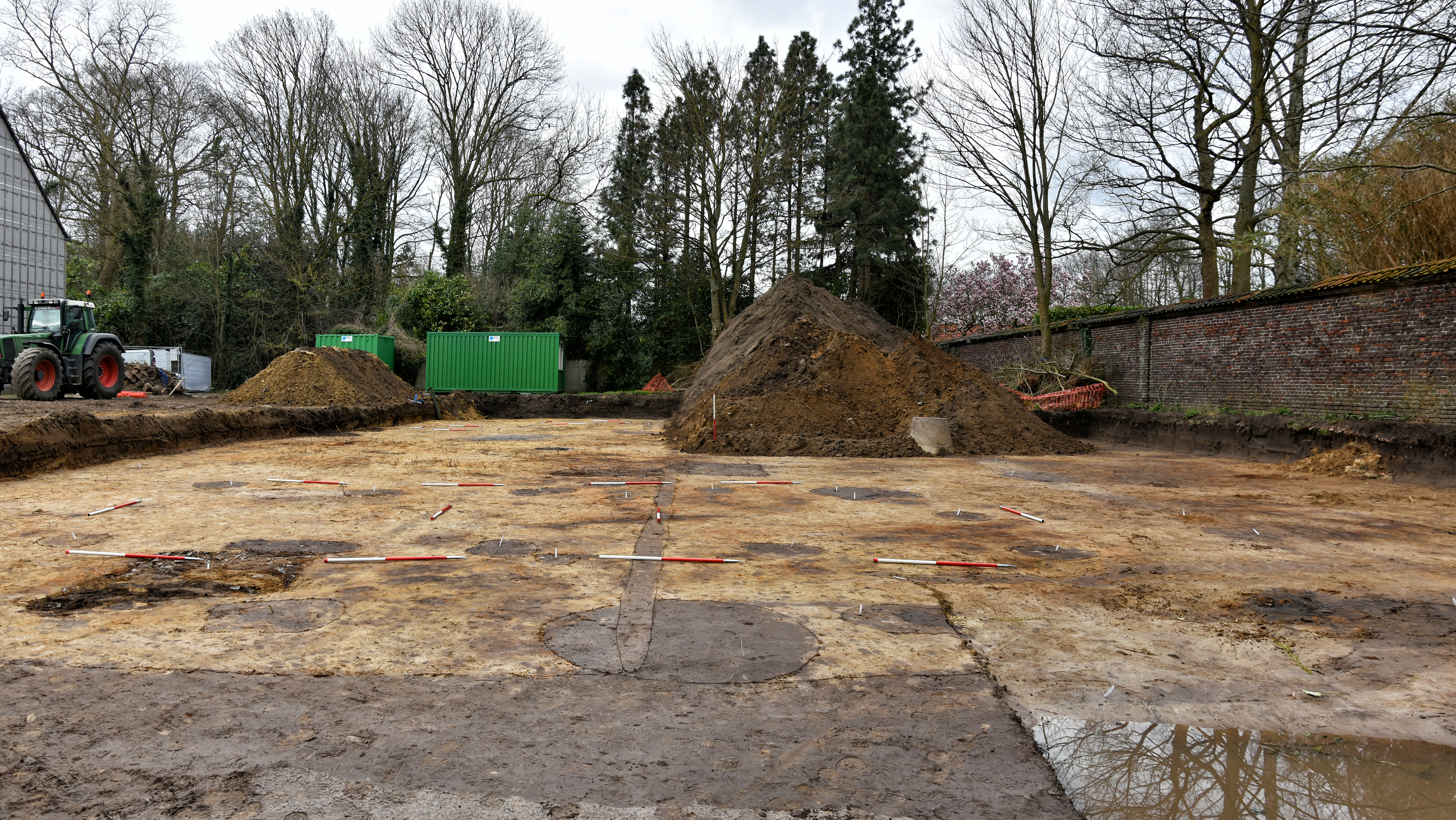
Een overzicht van een gedeelte van het terrein

Een nederzetting, hoogstwaarschijnlijk uit de vroege middeleeuwen (7e - 9e eeuw) werd tijdens een archeologisch vooronderzoek in de Gentse deelgemeente Gentbrugge gevonden. De nederzetting is opgegraven in maart en april 2019.

## De aanleiding
De projectontwikkelaars wensten een terrein van 12186m² groot in Gentbrugge te ontwikkelen. Om de omgevingsvergunning te bekomen en omdat de mogelijkheid bestaat dat er archeologisch erfgoed aanwezig is moet een archeologienota bij de vergunningsaanvraag worden gevoegd wanneer de oppervlakte van het terrein hoger is dan 3000 m². Een bureauonderzoek gaat deze fase vooraf. Op basis van het bureauonderzoek in 2018 bleek het noodzakelijk om een proefsleuvenonderzoek uit te voeren (einde 2018) hetgeen op zijn beurt leidde tot een archeologische opgraving (begin 2019). Hiervoor gebeuren er ingrepen in de bodem om het archeologisch potentieel correct te kunnen waarderen.

## Het bureauonderzoek
Een aantal relevante elementen werd onderzocht, waaronder de kaart van Ferraris (1777), de atlas der Buurtwegen (circa 1840) en de topografische kaart Vandermaelen (1846-1854). Zo kan men het landgebruik vanaf de tweede helft van de 18de eeuw vaststellen en de mogelijke gevolgen ervan op het archeologisch bodemarchief. Het gekende erfgoed en het archeologisch onderzoek van het onderzoeksgebied en zijn omgeving werd via het Geoportaal Onroerend Erfgoed en de Centrale Archeologische Inventaris opgezocht.
Ook de aardkundige gegevens werden bekeken. Vanaf het midden van de 18de eeuw was het terrein in gebruik als landbouwgrond en eerst in de 20e eeuw plantte men een bos aan. Foto's toonden aan dat de begroeiing tijdens de laatste 40 jaar in omvang toenam. Er was op enkele plekken bebouwing met kleine huizen en stallingen en een tijdlang was er een woonwagenkamp. De densiteit aan bewoning was laag in het verleden. Het geologisch en bodemkundig onderzoek wees op mogelijke resten van de steentijden tot de middeleeuwen. Het projectgebied is landschappelijk iets hoger gelegen dan de omgeving, wat een aantrekkelijke factor kan zijn voor bewoning of menselijke activiteit in het verleden.

## Het proefsleuvenonderzoek
Men groef parallelle continue 2 m brede proefsleuven, en kijkvensters, met een graafmachine met rupsbanden, voorzien van een graafbak van 2 m breed zonder tanden. Het proefsleuvenonderzoek stelde de archeologen in staat om op een beperkt maar representatief deel van het terrein indicaties te vinden voor de aanwezigheid van een archeologische site. Men bekeek de bodemopbouw en verstoringen erin, de aard en verdere kenmerken van de mogelijk aanwezige archeologische sites. Uit de ingewonnen gegevens kon men vaststellen of een opgraving nodig was en een hiervoor een programma opstellen. De aanwezigheid van een archeologische site werd vastgesteld en dat een opgraving nodig was om de site te onderzoeken. Hiervoor is een advies opgesteld.

## De opgraving
In april 2019 startte men met het opgraven van de waterput en zijn inhoud. Het onderzoek leverde bewoningssporen die vermoedelijk in de vroege middeleeuwen dateren. Er zijn zowel sporen van hoofdgebouwen, bijgebouwen en erfindeling gevonden. Daarbij komt een groot aantal waterputten voor. Het verder onderzoek op de waterputten zal informatie bieden over het landschap, de economie van de nederzetting, de voeding, etc. De houten bekistingen van de waterputten zijn meegenomen voor verder onderzoek; dit kan gebruikt worden voor dendrochronologisch onderzoek.Het onderzoek van de site zet zich nu verder op bureau. Er zullen verschillende specialisten betrokken worden. Het finale verslag van de opgraving zal ten laatste in april 2021 beschikbaar zijn.

## Galerij

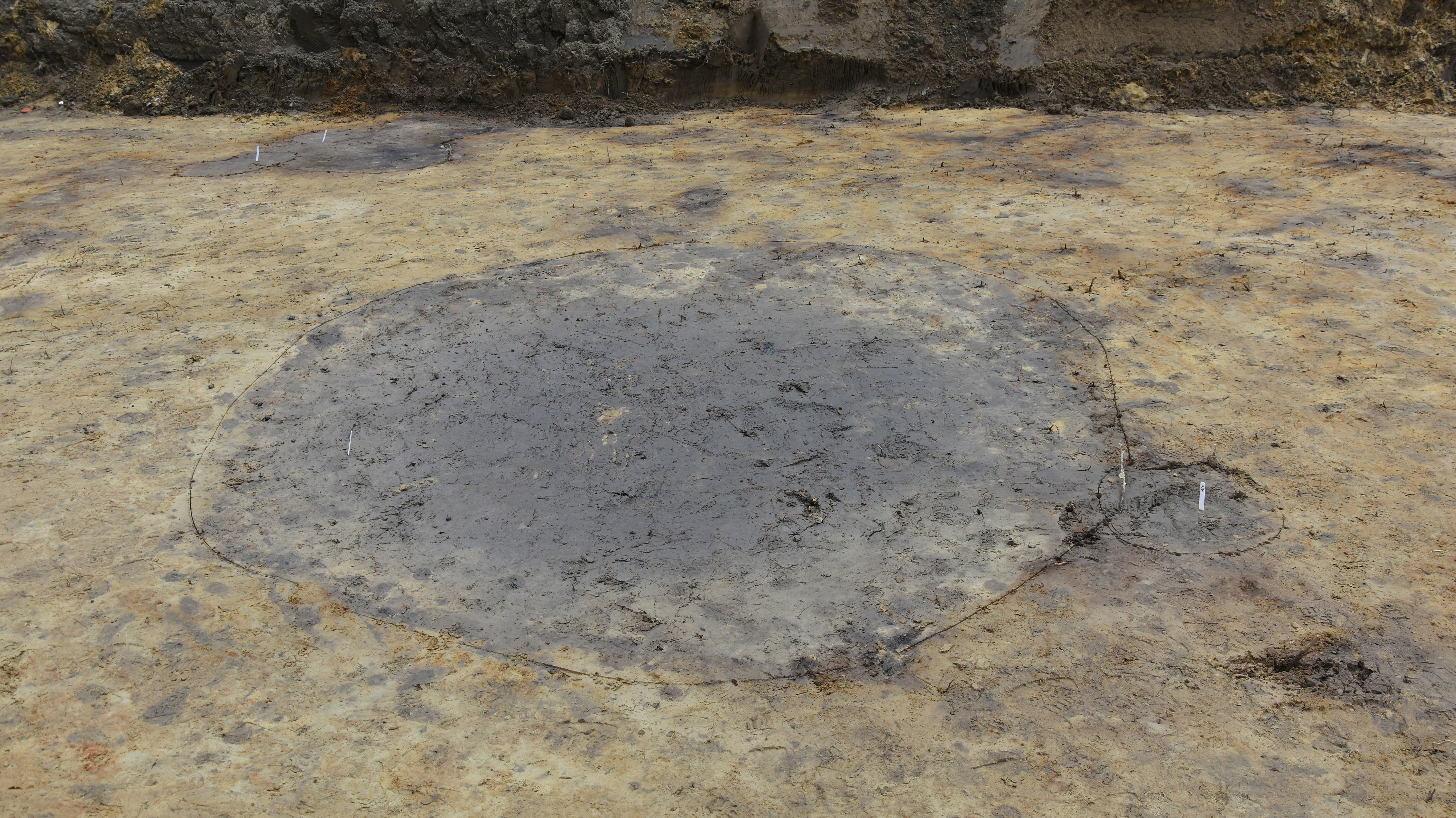
De contouren van een waterput
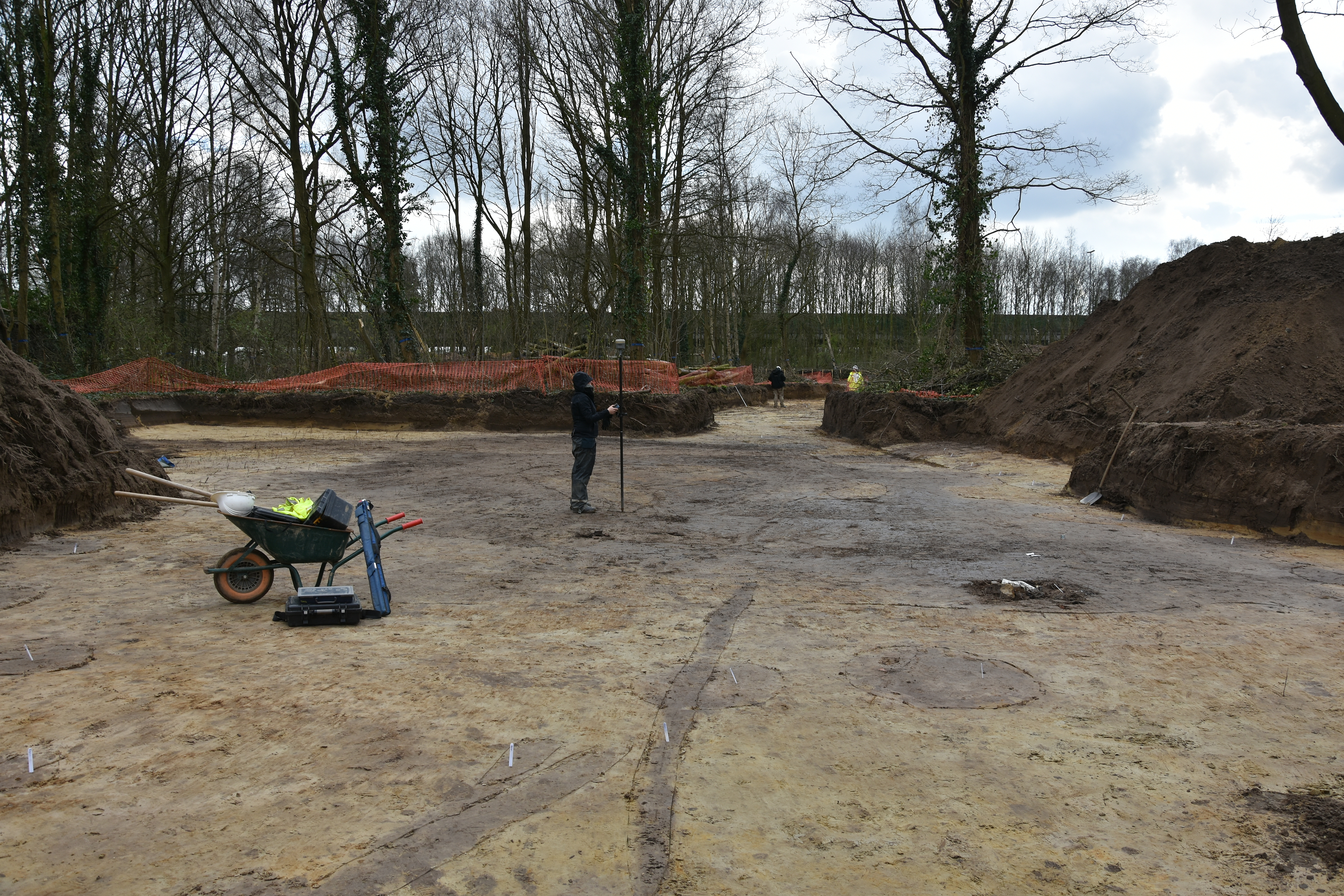
Contouren van onder meer greppels en palen
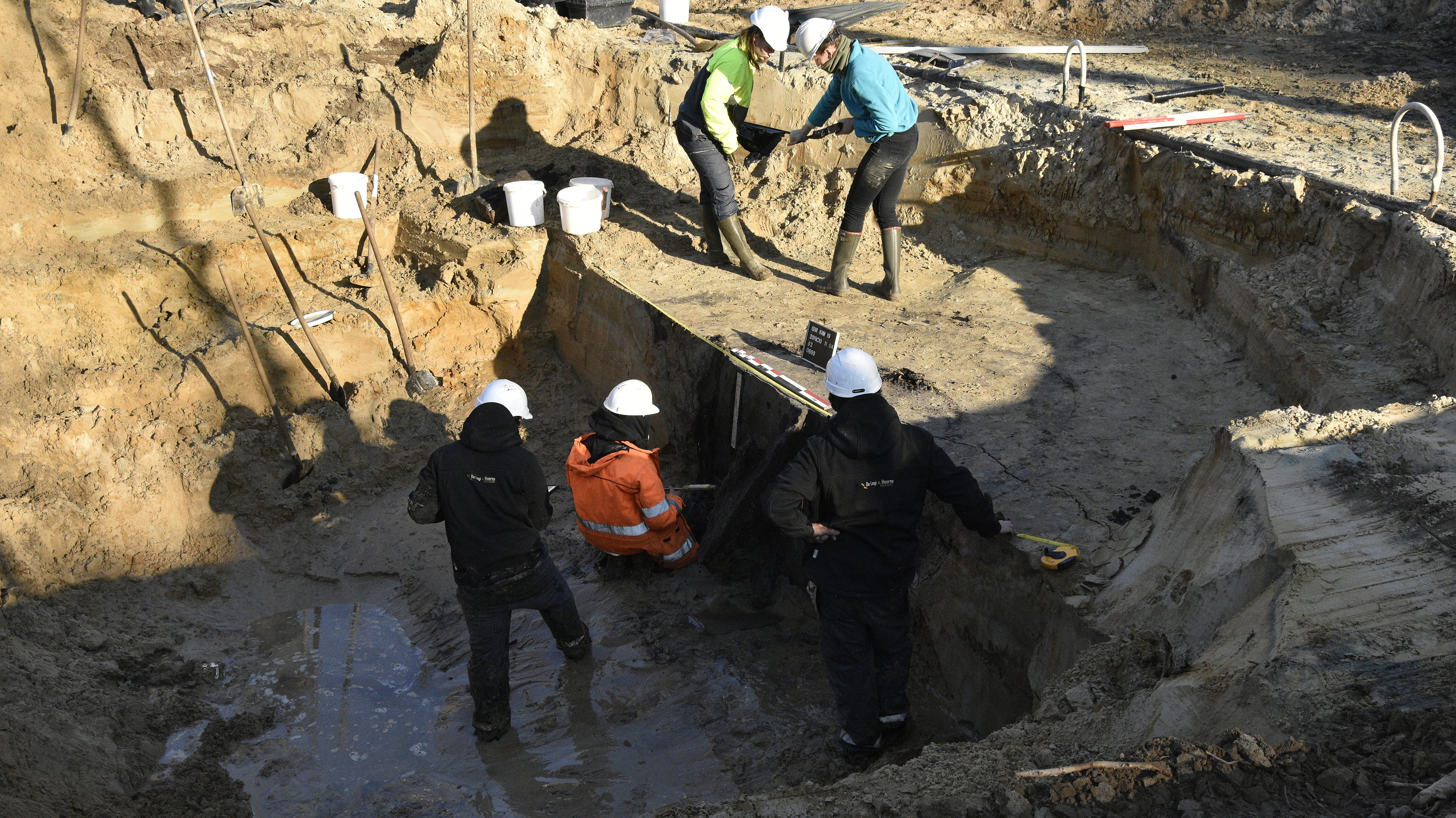
Het blootleggen van een waterput
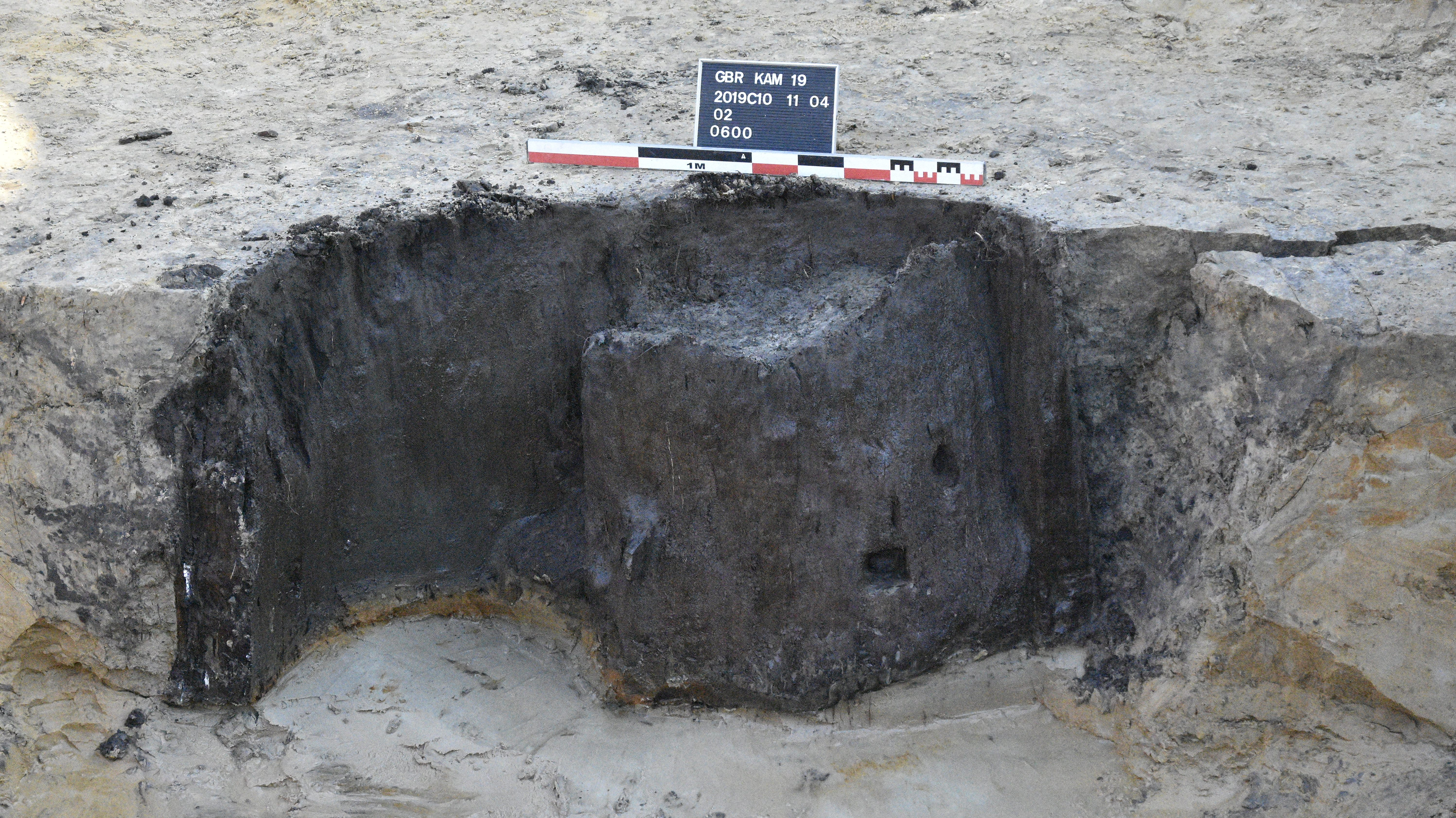
Een opgegraven waterput, deze was gemaakt uit een uitgeholde boomstam